# 3500 (песня)
«3500» — песня американского рэпера Трэвиса Скотта при участии Фьючера и 2 Chainz, выпущенная 8 июня 2015 года, ведущий сингл альбома Rodeo. Песня спродюсирована Metro Boomin и Zaytoven.

## История
5 июня 2015 года Скотт анонсировал песню, выпустив в Instagram обложку песни. Песню представили 7 июня 2015 года, ставшую доступной для iTunes.

## Коммерческий успех
Первый раз «3500» появилась на 85 месте в Billboard Hot 100, это было 27 июня 2015 года. Песня сертифицирована золотом RIAA, из-за продаж в 500 000 копий.

## Чарты
| Чарт                                  | Высшая позиция |
| ------------------------------------- | -------------- |
| США (Billboard Hot 100)               | 82             |
| США (Billboard Hot R&B/Hip-Hop Songs) | 25             |

## Сертификации
| Регион                                                                      | Сертификация | Продажи |
| --------------------------------------------------------------------------- | ------------ | ------- |
| США (RIAA)                                                                  | Золотой      | 500 000 |
| Данные о продажах + прослушиваниях приведены только на основе сертификации. |              |         |